# 米澤義信
米澤 義信（よねざわ よしのぶ、1924年8月6日 - 2017年10月9日）は、日本の経営者。本州製紙社長、会長を務めた。奈良県出身。

## 経歴
1947年に京都大学工学部繊維学科を卒業し、同年に王子製紙に入社。1949年6月に本州製紙に転じ、1979年11月に取締役に就任し、1980年6月に常務、1982年6月に専務を経て、1985年6月には副社長に就任し、1988年6月に社長に昇格。1994年6月に会長に就任し、1996年6月から相談役を務めた。
1999年11月に勲二等瑞宝章を受章。
2017年10月9日老衰のために死去。93歳没。